# Manlio Rossi-Doria
Manlio Rossi-Doria (né le 25 mai 1905 à Rome et mort le 5 juin 1988  dans la même ville) fut un économiste, un universitaire et un homme politique italien.

## Biographie
Entre 1919 et 1920, Manlio Rossi-Doria se lie d'amitié Emilio Sereni (écrivain, partisan, politicien et historien de l'agriculture italienne), Giorgio Amendola et Umberto Zanotti Bianco (patriote, écologiste, philanthrope, antifasciste, éducateur et politicien italien) avec qui il partage le fait d'être antifasciste. L'arrestation de Carlo Rosselli en 1927, le pousse, ainsi que Giorgio Amendola, à s'inscrire clandestinement et illégalement au Parti communiste italien.
Diplômé en 1928 de la Faculté d'agriculture de Portsmouth, il travaille pendant deux ans avec Umberto Zanotti Bianco à la recherche sur l'économie agricole d'Africo, commune de la Province de Reggio de Calabre.
Le 15 septembre 1930, Manlio est arrêté par la police. Le lendemain, Emilio Sereni subit le même sort et au procès, les deux sont condamnés à quinze ans de prison. De la Prison de Regina Coeli, Manlio fut transféré à San Gimignano, où il rencontra Umberto Terracini. Il est finalement libéré de prison en 1935, mais, d'abord sous surveillance spéciale, puis, en 1940, avec l'entrée en guerre, il fut envoyé en exil intérieur en Basilicate bien qu'il ne militait alors plus pour le Parti communiste italien dont il avait été expulsé en 1939. Rentré de son exil après la chute du fascisme le 25 juillet 1943, Manlio se lie au cercle qui tourne autour de la maison d'édition Einaudi et tout particulièrement avec Leone Ginzburg, avec qui il a collaboré à la rédaction de la revue Italia Libera. En novembre 1943, il est arrêté de nouveau alors qu'il était dans l'imprimerie du journal Italia Libera. Enfermés à Regina Coeli, il réussit à s'évader quelques mois plus tard et reprend la lutte clandestine dans les rangs du Parti d'action jusqu'à la libération de Rome par les Alliés.
Sa vaste production scientifique et politique est conservée à l'Association pour l'étude et la recherche Manlio Rossi-Doria (une association fondée en 1996 à Rome).
Il est le père de Marco Rossi-Doria, Sous-Secrétaire d’État du Ministère de l’Éducation, de l'Université et de la Recherche du Gouvernement Monti.

## Source de la traduction
- (it) Cet article est partiellement ou en totalité issu de l’article de Wikipédia en italien intitulé « Manlio Rossi-Doria » (voir la liste des auteurs).